# Basis-Peak

Massenspektrum von Coffein mit einem Basis-Peak von m/z = 109.

Der Basis-Peak (engl. base peak) bezeichnet im Bezug der Massenspektrometrie das Signal mit der höchsten Intensität in einem Massenspektrum. Oftmals wird die Intensität des Massenspektrums relativ auf 100 % das Basis-Peaks normiert um Massenspektren leichter vergleichen zu können, da die relative Intensität von den Ionenhäufigkeiten unabhängig ist.